# Colletes stepheni
Colletes stepheni är en biart som beskrevs av Timberlake 1958. Colletes stepheni ingår i släktet sidenbin, och familjen korttungebin. Inga underarter finns listade i Catalogue of Life.